# Jakub Aleksandrowicz
Jakub Aleksandrowicz, ps. „Argentyńczyk”, „Alek” (ur. 21 lipca 1909 w Piszczacu k. Białej Podlaskiej, zm. w grudniu 1943 w Kolonii Nowiny gm. Kąkolewnica) – działacz komunistyczny, uczestnik wojny domowej w Hiszpanii, jeden z członków Grupy Inicjatywnej PPR.

## Życiorys
Skończył szkołę powszechną w rodzinnej miejscowości. Od 1925 mieszkał w Argentynie. Był członkiem Komunistycznej Partii Argentyny w Buenos Aires. W 1936 wydalony z Argentyny pod zarzutem organizowania wieców i strajków, powrócił do Piszczaca. Był członkiem KPP. Wkrótce po powrocie otrzymał wezwanie do odbycia służby wojskowej.
Poszukiwany przez policję w związku z niezgłoszeniem się do wojska, zgodnie z zaleceniami władz KPP wyjechał do Hiszpanii, gdzie walczył w wojnie domowej w latach 1936–1939, walcząc najpierw w anglo-amerykańskiej 15 Brygadzie im. Lincolna pod Brunete, Mosquito i Romanillos, później w jednostce łączności przy sztabie 35 dywizji dowodzonej przez gen. Karola Świerczewskiego na Froncie Estremadurskim, w Katalonii, Aragonii i nad Ebro. 9 lutego 1939 został internowany we Francji.
W styczniu 1941 wraz z grupą współtowarzyszy wyjechał do ZSRR. Latem 1941 został skierowany na Kurs Szkoły Partyjnej Kominternu w Puszkino koło Moskwy. Najprawdopodobniej współpracownik radzieckich służb specjalnych. Wszedł w skład Grupy Inicjatywnej PPR. 6 stycznia 1942 przybył do Polski, zrzucony ze spadochronem w rejonie Siedlec.
W 1942 uzyskał członkostwo w PPR i GL. Wiosną 1942 utworzył oddział partyzancki GL i stanął na jego czele. Dowodził akcjami niszczenia dokumentacji kontyngentalnej i rekwirował zboże, trzody i bydło. Dezorganizował niemiecką administrację i łączność terenową, niszcząc urzędy gminne i pocztowe. Zorganizował sieć wywiadowczą i za pomocą radiostacji przekazywał do ZSRR informacje wojskowe. Latem 1942 został dowódcą GL Okręgu Siedlce. 22 lipca 1942 zajął Łomazy. 2 października 1942, zaskoczony przez niemiecką żandarmerię, został schwytany i osadzony w więzieniu w Białej Podlaskiej. Stamtąd przeniesiono go do więzienia na Zamku Lubelskim, skąd w nocy z 19 na 20 maja 1943 miał być przewieziony do siedziby warszawskiego Gestapo, jednak został wówczas uwolniony wraz z 48 innymi więźniami w Celestynowie pod Otwockiem przez dywersyjny oddział młodzieżowy AK „Szarych Szeregów” dowodzony przez cichociemnego kpt. Mieczysława Kurkowskiego „Mietka”. Udał się na wschód, w rodzinne strony, gdzie ponownie objął dowództwo oddziału i Okręgu GL.
W grudniu 1943 zginął w niewyjaśnionych okolicznościach; według Edwarda Gronczewskiego zginął wraz z dowódcą innej grupy partyzanckiej GL, Janem Dadunem „Januszem”, z rąk oddziału AK mjr Konstantego Witkowskiego „Millera”, według „Słownika biograficznego działaczy polskiego ruchu robotniczego” z rąk NSZ, a według Mariusza Bechty zginął z rąk własnych ludzi.